# Джевісон Беннетт
Джевісон Франсіско Беннет Віллегас (ісп. Jewison Francisco Bennette Villegas; нар. 15 червня 2004, Ередія) — костариканський футболіст, нападник англійського клубу «Сандерленд».
Виступав, зокрема, за клуб «Ередіано», а також національну збірну Коста-Рики.

## Клубна кар'єра
Народився 15 червня 2004 року в місті Ередія. Вихованець футбольної школи клубу «Ередіано». Дорослу футбольну кар'єру розпочав 2021 року в основній команді того ж клубу, в якій провів один сезон, взявши участь у 34 матчах чемпіонату. Більшість часу, проведеного у складі «Ередіано», був основним гравцем атакувальної ланки команди.
До складу клубу «Сандерленд» приєднався 2022 року. Станом на 7 листопада 2022 року відіграв за клуб з Сандерленда 9 матчів у національному чемпіонаті.

## Виступи за збірні
2019 року дебютував у складі юнацької збірної Коста-Рики (U-15), загалом на юнацькому рівні взяв участь у 1 грі.
2021 року дебютував в офіційних матчах у складі збірної.
13 серпня 2021 року вперше викликаний до національної збірної Коста-Рики на товариський матч проти Сальвадору. Поєдинок, який відбувся 21 серпня на полі СтабХаб Центру у Сполучених Штатах, став його дебютом на міжнародному рівні як гравця стартового складу і завершився нульовою нічиєю. У 17 років і 2 місяці він став наймолодшим футболістом, який дебютував у національній збірній, перевершивши рекорд в 17 років і 5 місяців Хорхе Монге.
У складі збірної був учасником чемпіонату світу 2022 року у Катарі.
| Дата       | Місто    | Господарі      | Результат | Гості         | Турнір                                   | Голи | Примітки |
| ---------- | -------- | -------------- | --------- | ------------- | ---------------------------------------- | ---- | -------- |
| 21-8-2021  | Карсон   | Сальвадор      | 0 – 0     | Коста-Рика    | товариський матч                         | -    | 63'      |
| 12-11-2021 | Едмонтон | Канада         | 1 – 0     | Коста-Рика    | Відбір до ЧС 2022                        | -    | 24' 64'  |
| 16-11-2021 | Сан-Хосе | Коста-Рика     | 2 – 1     | Гондурас      | Відбір до ЧС 2022                        | -    | 78'      |
| 30-3-2022  | Сан-Хосе | Коста-Рика     | 2 – 0     | США           | Відбір до ЧС 2022                        | -    | 79'      |
| 2-6-2022   | Панама   | Панама         | 2 – 0     | Коста-Рика    | Ліга націй КОНКАКАФ 2022-2023 - 1-й етап | -    | 60'      |
| 14-6-2022  | Ер-Райян | Коста-Рика     | 1 – 0     | Нова Зеландія | Відбір до ЧС 2022                        | -    | 46'      |
| 23-9-2022  | Коян     | Південна Корея | 2 – 2     | Коста-Рика    | товариський матч                         | 2    | 47' 65'  |
| Усього     |          | Матчів         | 7         |               | Голів                                    | 2    |          |